# Вуйтувка (гміна Бондково)
Вуйтувка (пол. Wójtówka) — село в Польщі, у гміні Бондково Александровського повіту Куявсько-Поморського воєводства.
Населення — 139 осіб (2011).
У 1975-1998 роках село належало до Влоцлавського воєводства.

## Демографія
Демографічна структура станом на 31 березня 2011 року:
|          | Загалом | Допрацездатний вік | Працездатний вік | Постпрацездатний вік |
| -------- | ------- | ------------------ | ---------------- | -------------------- |
| Чоловіки | 74      | 16                 | 56               | 2                    |
| Жінки    | 65      | 17                 | 37               | 11                   |
| Разом    | 139     | 33                 | 93               | 13                   |